# Laleh Osmany
Laleh Osmany és una activista que va iniciar la campanya WhereIsMyName pels drets de les dones a revelar els seus noms. A l'Afganistan, fer servir el nom d'una dona en públic està mal vist. Només s'ha de fer constar el nom del pare en un certificat de naixement. Quan una dona es casa, el seu nom no apareix a les invitacions de casament; quan està malalta, el seu nom no apareix a les receptes mèdiques i, quan mor, el seu nom no apareix al seu certificat de defunció ni tan sols a la seva làpida.
Després d'una lluita de tres anys, el 2020 el govern afganès va acordar permetre les mares afganeses que els seus noms estiguessin impresos als DNI nacionals dels seus fills.
Va aparèixer a la llista de les 100 Dones de la BBC publicada el 23 de novembre de 2020.